# George Jeffreys, 1:e baron Jeffreys
George Jeffreys, 1:e baron Jeffreys av Wem, född 15 maj 1645, död 18 april 1689, var en engelsk ämbetsman.
Jeffreys gjorde sig tidigt känd som en framstående jurist men även som en kungamaktens trognaste och hänsynslösaste anhängare. Han blev mest känd som domare i rättegångarna med anledning av Monmouths uppror, vilka kostade över 300 människor livet, ofta utan att de fick någon som helst möjlighet att försvara sig. Av Jakob II utnämndes Jeffreys som belöning till lordkansler, sökte vid revolutionen 1688 fly men fängslades och dog i Towern.